# Ручьевская (Вожегодский район)
Ручьевская — деревня в Вожегодском районе Вологодской области.
Входит в состав Бекетовского сельского поселения, с точки зрения административно-территориального деления — в Бекетовский сельсовет.
Расстояние по автодороге до районного центра Вожеги — 58 км, до центра муниципального образования Бекетовской — 6 км. Ближайшие населённые пункты — Ануфриевская, Быково, Пильево.
По переписи 2002 года население — 5 человек.